# Sala Borsa
La Sala Borsa è una struttura situata a Bologna e facente parte del complesso di Palazzo d'Accursio. Dal 2001 ospita al suo interno la biblioteca comunale omonima.

## Storia

### Dall'antichità al medioevo
Sotto la pavimentazione trasparente dell'attuale piazza coperta si possono vedere reperti archeologici dovuti alla stratificazione di varie civiltà: quella villanoviana del VII secolo a.C., quella della Felsina etrusca, e quelli della Bononia romana fondata nel 189 a.C. Nell'area ora occupata dalla Salaborsa sono stati trovate le fondazioni di un monumentale edificio pubblico, probabilmente la basilica cittadina. Essa si trovava infatti nell'area del foro, all'incrocio fra il cardine massimo e il decumano massimo.
L'area subisce marcati segni di degrado nel corso dell'alto medioevo, fino alla sua rinascita nel XIII secolo. In questo periodo, sopra i ruderi romani vengono edificate alcune abitazioni ghibelline in stile tardo-romanico, tra cui spicca quella di Francesco Accursio, famoso giurista della Scuola bolognese dei glossatori.

Durante il dominio dei Visconti (1350-1360), l'edificio fu fortificato in quanto destinato ad ospitare il quartier generale delle truppe a presidio del palazzo comunale, trasformato dai Visconti in vera e propria fortezza. Tale funzione rimase invariata sotto il governo dei vicari pontifici (1360-1376), durante il quale il cardinale Androino de la Roche modificò profondamente l'area, acquistando le case site sul lato nord e facendovi costruire un giardino interno cinto da mura merlate, delle scuderie e gli alloggi per la guardia pontificia. Dopo la cacciata dei Bentivoglio da parte di papa Giulio II, nel 1508 venne rinforzata con la costruzione del torrione prospiciente il Canton de'Fiori (angolo via Ugo Bassi-via Indipendenza). Fra il 1554 e il 1555 l'edificio delle scuderie venne profondamente ristrutturato dagli architetti Stefano Grandi e Antonio Morandi.

### L'orto botanico
Nel 1568 il giardino interno venne trasformato in orto botanico da Ulisse Aldrovandi, il quale vi fece coltivare erbe officinali e piante esotiche importate da tutti i continenti. Qui Aldrovandi condusse fondamentali ricerche che contribuirono alla creazione della botanica moderna. Nel 1587 venne costruita una cisterna nel lato nord dell'orto, su progetto di Pietro Fiorini, decorata con una raffinata edicola corinzia realizzata da Francesco Morandi, detto "il Terribilia". L'orto venne trasferito nel 1765 in via San Giuliano e infine, in epoca napoleonica, nell'attuale sede in prossimità di Porta San Donato. Resta oggi visibile nell'area nord-ovest dello scavo archeologico nel sotterraneo della biblioteca, una parte della vasca usata per coltivare le piante acquatiche. L'area precedentemente occupata dall'orto fu impiegata nella seconda metà del XIX secolo per l'addestramento delle milizie cittadine e per le esercitazioni dei pompieri.

### Sede postale e Sala Borsa
Nel 1876 il piano terra di quest'ala del palazzo venne ristrutturato su progetto di Antonio Zannoni, allo scopo di ospitare dapprima un ufficio telegrafico e poi la nuova Residenza delle Regie Poste. L'intervento prevedeva l'apertura dell'attuale ingresso su piazza Nettuno e la creazione di una sala semicircolare (l'attuale esedra utilizzata come rampa di accesso alla Sala Borsa).

Nel frattempo si era creato un Comitato, guidato da imprenditori bolognesi, volto a promuovere la trasformazione del giardino interno e della cisterna in un luogo destinato alle contrattazioni e alle operazioni di mercato della Borsa di Bologna, che fino a quel momento si erano svolte all'aperto. Così, fra il 1883 e il 1886, al posto dell'antico giardino venne costruita la nuova Sala Borsa. L'edicola del Terribilia fu invece spostata nel cortile della Pinacoteca Nazionale di Bologna (dove si trova tuttora, mentre una replica venne realizzata nel 1934 nel cortile del pozzo di Palazzo d'Accursio). La nuova struttura, un padiglione in ghisa e vetro in stile modernista, era assai innovativa per l'epoca e rispondeva ai canoni decorativi e funzionali del nascente stile liberty.

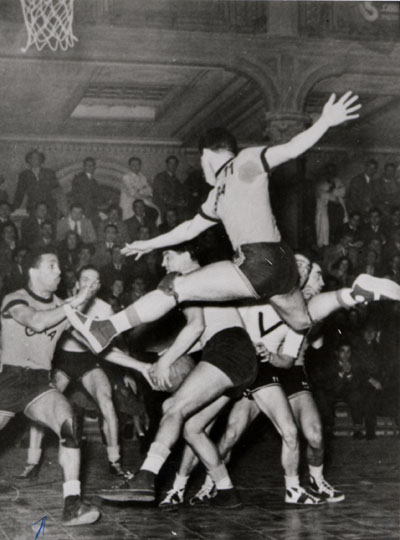
Una partita di pallacanestro tra Virtus e Gira degli anni '50 alla Sala Borsa.

La diminuzione del volume delle contrattazioni portarono alla chiusura della Sala Borsa nel 1903. Fra il 1919 e il 1920, negli anni dell'amministrazione del sindaco socialista Francesco Zanardi, la Sala Borsa accolse un ristorante economico (con funzione di calmiere dei prezzi). L'iniziativa ebbe un notevole successo, ma fu oggetto di aggressioni di squadre fasciste, come quella del 20 settembre 1920, che provocò la morte di un operaio. L'edificio ospitò anche un ufficio dell'Ente Nazionale Turismo e, dal 1922, alcuni sportelli della Cassa di Risparmio, la quale ottenne l'uso della struttura per un periodo di 50 anni. Fu a cura dell'istituto bancario che, nel 1924 e su progetto dell'ingegnere Francesco Tassoni, vennero iniziati i lavori di costruzione di due ballatoi superiori attorno alla piazza coperta e la nuova Sala Borsa venne inaugurata il 17 luglio 1926. Il nuovo assetto comprendeva anche le due attuali sale sotterranee, decorate con stucchi e pitture in stile liberty e con soffitto a cassettoni, tradizionalmente attribuite all'architetto bolognese Edoardo Collamarini. L'ex cisterna venne invece trasformata in caveau della banca.
Nel secondo dopoguerra e fino agli anni Sessanta, la piazza coperta venne adibita a palasport, ospitando partite di pallacanestro e incontri di pugilato, mantenendo tuttavia durante gli orari di ufficio la funzione bancaria. Fu qui che mosse i "primi passi" la Virtus Pallacanestro. Nel 1976, invece, si inaugurò nel torrione cinquecentesco il primo Teatro Stabile dei Burattini, diretto da Demetrio Presini. Successivamente, gli edifici della Sala Borsa vennero adibiti a uffici amministrativi del Comune di Bologna, mentre le rappresentazioni dei burattini continuarono fino agli anni Novanta.

### La biblioteca
Nel 2001 la struttura è stata adibita a biblioteca. In essa è confluito il patrimonio della ex biblioteca centrale di Palazzo Montanari, oltre a quello della ex biblioteca centrale per bambini e ragazzi di Villa Mazzacorati, rendendo Salaborsa la nuova biblioteca centrale del Comune di Bologna. Il patrimonio librario è di circa 255.000 volumi.